# いろはにほう作
『いろはにほう作』（いろはにほうさく）は、小林よしのりによる日本のギャグ漫画作品。『週刊少年チャンピオン』（秋田書店）にて、1984年36号から1986年24号まで連載された。単行本全9巻。

## 概要
小林がもっとも気に入っているキャラクターは、デビュー作・初連載作・出世作である『東大一直線』の名脇役、多分田吾作である。

『東大快進撃』の終了後、二発目のヒット作が出ず苦しんでいた小林は、多分をあちこちの作品にスター・システム出演させていた。
この多分をアレンジさせたキャラクターで描いた作品が、これまで小林の作品を載せ続けた雑誌では比較的長い部類に入る『週刊ヤングジャンプ』（集英社）の1983年47号に掲載された、『布抜呆作伝』（ふぬけほうさくでん）である（単行本としては講談社コミックス『異能戦士』3巻に収録）。

そして『週刊少年チャンピオン』で初めて手がけた作品が『布抜呆作伝』を原型とする本作だが、「呆」は差別用語であるという理由でひらがな表記となり小林は愕然としたという。
連載第1回目において小林の漫画としては久しぶりに人気投票1位となったが、その後はいくら頑張っても3〜4位止まりで、この原因を小林は「当時のチャンピオンはまだ不良ケンカ物の漫画が比較的多く占めていたからではないか」と分析している。
単行本第8巻から完結までは『天才編』となっている（通称であり、サブタイトル等で正式に謳われているわけではない）。小林は当時単行本で「真のアホは真の天才である」という持論を展開しており、それを証明するものとして『天才編』では主人公・ほう作が急に天才物理学者となる姿が描かれている。

第7巻までは一部の話を除いて一話完結であったが、『天才編』は連続したストーリーとなっており、時にシリアスな展開も見られる。
単行本第7巻最終話「ファミコンが欲しか!」は『週刊少年チャンピオン』には掲載されておらず単行本のみに描き下ろされた新作。
本作品での原作者名クレジットは「小林よしのり&異NORMAL-ZOKU」。

小林はこの連載時には既にスタジオ制を敷いており、当時チーフアシスタントだった山田浩一や、現在もアシスタントを続ける広井英雄を含めて4〜5人のアシスタントがいた。彼らについては単行本のおまけページ「よしりんの腹いせ日記」などで、そのキャラクターを窺い知ることができる（ここでは小林自身も「最近やたらと髭が伸びる…これって嬉し恥ずかし第二次性徴!?」、「仕事場で夜中一人徹夜してる時にいきなり大声で叫んでしまった」、「仕事場で夜中一人徹夜してる時に大あくびしたらアゴが外れた」など当時の近況も綴っていた）。

## 登場人物
色埴 ほう作（いろはに ほうさく）
本作の主人公。小学校5年生の夏から中学校入学までが作中で描かれる。
コピーライターを目指し（連載開始当初は並行してデザイナーも志望していた）、九州の馬尻村から上京、安田家にやって来て居候する事になる。
その外見・言動ともに底抜けのアホで、常に鼻水を垂らしている。頭頂部がハゲており、ハゲの部分を何度も叩いて刺激し髪を生やそうとしているが効果は見られない。
身長は5年生時が99cm、6年生時に102cm。大食漢かつ太りやすい体質（両親や梨子の体型を見ても血統的な物もあると思われる）で、あまりに太りすぎたためダイエットに励む場面もある。
ところ構わず堂々と脱糞し、時に自分の体の何倍もの大きさの大便を出す事もある。また性欲の強さも小学生離れしており、特に物語の前半は性犯罪レベルの行動が目立つ。平気で性器を露出する事も多く、天才編では耳栓をした状態で担任の森田の首筋に性器をくっつけて声帯の振動から何を言ったかを読み取るという離れ業をやってのけた。
一人称は「あて」で博多弁で話す。
連載終盤の『天才編』では阿比留らにいじめられ追い回された挙句、水のない校内プールに頭から突っ込んで大量出血、何針も縫うという大怪我を負う。その際頭部に受けたショックにより天才的頭脳となってしまい（ただしいつもの言動自体はアホのまま）、天才物理学者へと変貌。そして巡航ミサイルに搭載した原子爆弾の製造に始まり、終いには現実の世界では4つの力（電気力・磁力・強い相互作用・弱い相互作用）まで集約された理論物理学を終結させてしまうという究極の「ほう作理論」を発見するなど、クライマックスが展開される。
小林によると「単なるアホを描きたかった」。『布抜呆作伝』からの改変にあたり、ほう作と父（傑作）の顔はほぼそのまま継承されたが、名前・母の素性全般・出身地（牛頚村 → 馬尻村）などが変更されている。

### 安田家の住人
安田 栗之介（やすだ くりのすけ）
次男。ほう作の従兄弟。眼鏡をかけた少年で、垢抜けている典型的な都会っ子。コピーライター志望だというほう作の人物像に期待を寄せていたが、現実とのギャップに驚く。
通っている「大中小学校」でも有名な秀才で、「栗之介様」と呼ばれて多くの女生徒の憧れの的。ほう作・栗之介・阿比留・日和の4人は5年生・6年生時ともに同じクラスであり、6年生の途中で転校してきた姫子も同じクラスになる（経堂は別のクラス）。梨子からは「クリちゃん」と呼ばれている（兄は普通に「桃太郎」と呼ばれている）。
以下安田家の家族の下の名前はすべて果物から命名されている。
安田 柿衛門（やすだ かきえもん）
父。ほう作にとっては義理の叔父にあたり、ほう作からは「おいちゃん」と呼ばれている。ほう作の数々の奇行をなぜか「彼は天才だ!」と評価し、彼をかわいがっている。
その対比として息子の栗之介に対する評価は厳しく、2人を『アマデウス』におけるモーツァルトとサリエリに例えた事もある（経堂に対しても「ほう作くんをアホ呼ばわりする君こそバカ」という発言あり）。
仕事は大日本安田商事の社長だが、本作連載中に発表された読切作品『愛社一丸はかく働き』にも主人公の勤務先の社長役で出演しており『異常天才図鑑』では『ほう作』の最終ページと同時に顔を見ることができる。東京都世田谷区に豪邸を構えている。
安田 梨子（やすだ なしこ）
母。ほう作の父親である傑作の妹で、ほう作にとっては実の叔母である。外見はいかにもな太った中年オバサンで、ブタ鼻を持つ。怒っている時には頭髪が数本トゲのように逆立つのが特徴。
登場当初は田舎者であるほう作を嫌っており、ほう作にとっては最も怖い存在であった。初登場する単行本2巻の終わり〜3巻あたりまでは2人の抗争が物語の軸になっているが、連載が進むにつれてほう作を色々と心配するような描写も増えている。
若い頃の写真によると当時は小太りだが美人だった模様。柿衛門がその写真を持っているのを見たほう作が、柿衛門が浮気をしていると勘違いした事もある。
安田 桃太郎（やすだ ももたろう）
長男。米国留学から帰って来る事になる物語終盤から登場。後述のシュワルツ博士の助手であり、ほう作の天才ぶりに驚いて博士にほう作を引き合わせる事になる。
インディ
安田家の愛犬。犬種はコリー。梨子の帰国当初、ほう作は彼女からこの犬以下の存在のような言われ方をされていた。
インディ自身はほう作にもそれなりになついており、阿比留にいじめられたほう作が彼を打倒すべく始めた特訓に付き合ったりもしている。

### その他のレギュラー
須田 日和（すだ ひより）
安田家の隣に住む栗之介の彼女で、本作の当初のヒロイン。ほう作も惚れて坊主頭にしてしまったほど。ほう作曰く「あての博多ラーメン」（大好きなものに例えている）。ほう作が彼女に失恋するエピソードもある。
阿比留も彼女が好きと明言しているが、特に告白等はしていない模様。姫子の登場以後は出番が減少傾向にあった。
阿比留 猛（あびる たける）
太めのガキ大将キャラクター。「阿比留一派」というグループを率いており、子分たちからは「大将」と呼ばれている。作中で実在の人物をモデルにしている事が語られている。
ガキ大将だけに腕っ節は強いが、100点満点のテストで10点を取るなど学力レベルはほう作より多少ましな程度。アホのほう作を馬鹿にしつつもいつしか友達付き合いをするようになっていったが、物語後半で天才になってしまったほう作に対して態度を大きく変え、ほう作を戸惑わせる。
序盤におけるほう作の最大のライバルキャラクターであるが、中盤はその役割を主として経堂が担っていた事もあり、やや影が薄い存在になってしまった。単行本7巻あたりからは再び出番が多くなっている。
名前は「たける」だが、単行本8巻などでは「たけし」と書かれている事もある（作中でほう作達から下の名前で呼ばれる事はほぼ皆無）。足が太く「ナウマン象のふくらはぎ」と言われる事もあった。
黒田 姫子（くろだ ひめこ）
馬尻村に住むほう作の幼馴染。初登場はほう作が6年生の夏休みに旅行を兼ねて栗之介・経堂とともに馬尻村に帰省した時（単行本6巻）。心底ほう作に惚れており、ほう作が東京に戻った直後追いかけるように東京にやって来た。両親は猛反対し何度か実家に連れ戻そうとしたが、ほう作の傍で暮らすという本人の固い決意を汲んで折れた。その後は東京で暮らす従姉のアパートに身を寄せている。
馬尻村での彼女はもんぺ姿でいかにも田舎娘という雰囲気であったが、東京暮らしが長くなるとそれなりに服装などは洗練されるようになった。
ほう作のクラスに転校してきた直後は阿比留らに「カッペル（田舎っぺのカップル、の意味）」とほう作とともにバカにされたが、ムキになって否定するほう作をよそに姫子はむしろ嬉しがっていた。とは言えほう作自身いじめられてピンチに陥った時は大声で姫子に助けを求めており、ほう作自身も全然嫌っていないどころか姫子抜きではいられなくなっている。
ふっくらした頬にぽっちゃりとした体型だが、実は結構な美人で学芸会で白雪姫を演じたときは、その美しさが賞賛されたほどである。
豪徳寺 経堂（ごうとくじ きょうどう）
単行本4巻から登場。眼鏡とドラキュラ伯爵のような尖った犬歯、痩せた頬が特徴のインテリが集う文芸部の部員。祖父は著名な小説家（単行本6巻で死去）。
文芸部に入部してきたほう作をその場で「真のアホではないか?」と疑い出し、すぐに真のアホと見抜く。その真相を見極めるべく後をつけ回し、調査結果をノートに纏めている（ほう作の帰省に同行したのも、アホのルーツを探るため）。とは言え何だかんだでほう作への突っ込み役に収まっており、ほう作の手助けをする事もある。
単行本4巻の終わりから5巻にかけては彼とほう作の抗争が軸になっており、この時期に最もほう作の必殺技を受け続けたのが彼である。
姫子について当初は単にほう作の押しかけ女房としか見ていなかったが、後に学芸会で姫子が演じた白雪姫の姿を見て一目惚れ。終いには姫子の気を引こうとほう作のヘアスタイル、行動などを真似るようになり、また「さこさこの大移動」（#一発ギャグ参照）もマスターしてしまうなど、自身もある意味アホと化していった。
ネーミングは当時小林が住んでいた成城の近くを走る小田急小田原線の駅名（豪徳寺駅・経堂駅）から。ほう作が男友達を呼ぶ場合は基本的に名字&くん付けだが（栗之介を除く）、彼だけは「経堂くん」と名前で呼ばれている。
橘 ユリ子（たちばな ゆりこ）
文芸部部長。経堂と同じく、単行本4巻から登場（同じ話での登場だが、彼女の登場の方が早い）。背景に花が似合う名前の通りの美少女で、校庭で読書している姿にほう作は一目惚れ。近づこうとするが阿比留に「アホは相手しない」とバカにされたことから、ほう作は眼鏡をかけたインテリ風の格好で文芸部に入部してしまう（5巻以後ではほとんど文芸部員としての活動はしていない）。
本人も「アホは嫌い」と言及しているが、なぜかほう作に対してはアホというより「天才でもたまにいる奇人」と見做している。経堂も彼女の目の前でほう作のアホを晒そうとするも結局失敗、「全天周立体ちんぽ」（#一発ギャグ参照）を食らって逆に自分こそ実はアホだと思われてしまった。
貧野（ひんの）
物語中盤（単行本3〜5巻頃まで）に登場する同じクラスの少年。下の名前は作中で明記されていない。
姓が物語るように大変貧乏な家の子供のようで、いつも襤褸をまとっており頭髪もボサボサに伸ばしている。口癖は「こなくそ」。
後半には登場せず物語から自然消滅してしまったような状態であったが、単行本9巻の卒業式の場面で涙を流している姿が確認出来る。
乾 雄一郎（いぬい ゆういちろう）
単行本6巻（6年生の夏休み明け）から登場。ほう作曰く「学校一のプレイボーイ」の美少年で、それに違わず常に取り巻きの女の子を多数引き連れている。自分の周りにはいないタイプである姫子に目をつけて取り巻きの一人に加えようと画策するものの、ほう作の邪魔が入ったり巡り合わせの悪さも手伝ったりしてなかなか上手くいかない。
前述の学芸会の際に、バカにするクラスメイトを説得し姫子を白雪姫の役にキャスティングしたのも彼である（王子役は乾自身。下心あり）。
花井（はない）
ほう作が5年生の時の担任の女性教師。美人だがしつけに厳しく、何とかほう作の品行を矯正しようとしたが失敗に終わった。
森田 健太郎（もりた けんたろう）
ほう作が6年生の時の担任の男性教師。性格・外見とも森田健作がモデルになっている。登場当初はおおむねほう作に好意的だったが、天才編では天才と化したほう作に戸惑うような場面もある。
シュワルツ博士
プリンストン大学から来日した物理学の世界的権威で、天才的頭脳となったほう作を知り東清（とうきょ）大学での研究協力を依頼する。梨子のようなブタ鼻に加えてブルドッグに似たとても怖い顔を持つためほう作は苦手とする（そのため博士らとの共同研究を当初は断った）が、博士自身は心優しく、ほう作のことを気に入っており柿衛門同様に常に好意的に見る。日本語が堪能。

### ゲストキャラクター
色埴 傑作（いろはに けっさく）
ほう作の父。馬尻村在住で農業を営んでいる。ほう作からは「パピイ」と呼ばれている。息子とは異なり、髪の毛はフサフサ。牛乳瓶の底のようなメガネをかけている。
基本的には厳格な性格なのだが、「瞑想する」などと言いつつ布団の上で爆睡するなど何処かズレており、経堂曰く「もの凄く甘い気がする」というほど息子を溺愛しているような場面もある。
色埴 うずら（いろはに うずら）
ほう作の母。ほう作からは「マミイ」と呼ばれている。小太りの体型でほう作の容貌は彼女に似ている。温厚な性格で、上京したほう作が安田家に迷惑をかけてはいないかと案じている。
肥沼 ため造（こえぬま ためぞう）
馬尻村に住むガキ大将で村長の息子。姫子に惚れており、ほう作を敵視している。相撲で牛を倒せるほどの怪力の持ち主。
姫子が上京した際には両親の依頼を受けて彼女を連れ戻しにやって来たが果たせなかった。
奈津美（なつみ）
単行本4巻に登場するアイドル志望の上級生。姓は不明。歌唱力は相応にあるようだが、いつも非常に猥褻な歌詞の歌を歌っている。傲慢な性格から同級生には嫌われている。
美少女に惚れやすいほう作を色仕掛けで籠絡し、ステージ代わりの踏み台にするなどこき使う。耐えかねたほう作は彼女を避けようとするが、涙ながらに感謝の言葉を残して去った彼女に心を打たれて卒業式に駆けつけ、親衛隊のような声援を贈って送り出した（その際には阿比留が踏み台役を務めた）。
小林よしのり
作者本人。ほう作らが漫画家の仕事現場を訪問するというエピソードで、作者と主人公によるコラボレーションが実現。この時の小林はほう作をモチーフにした（と言うよりそっくりそのままの）主人公のギャグ漫画を描いている事になっている。スタジオにはすでに現在もアシスタントを務める広井英雄の姿もある。
例によって顔はハンサムに描かれている。最後にはスタッフ全員がさこさこの大移動をやってのけた。

## 一発ギャグ
『東大』『おぼっちゃまくん』ほどではないものの、それに次いで一発ギャグが多く登場するのも本作の特徴である。ほう作がいじめられたりピンチに陥ったりした際に逆転技として発動される事も多い。主なものを以下に記す。
毎度ぼっきにん
性的興奮の有無を問わず、驚いた時や喜びを表す時に使用。両手のひらを上下に重ね、股間をすり合わせて片足を上げる。
うずりゃんたま
初期における最大の必殺技。ムシャクシャして感情が爆発した時に使用。手足をバタバタさせながら真上にジャンプすると、脳天からウズラの卵大の楕円形の物体が噴水のようにあふれ出す。「うずりゃんたま」というのは、「うずらのたまご」の訛った言い方。応用版として南京玉すだれをもじった「うずりゃんたますだれ」もある。
ふまんたれぶー
その名の通り不満が溜まっている時に使用するが、フランス語の挨拶である"Comment allez-vous?"（コマン タ レ ブー）にひっかけている（小林が福岡大学フランス語学科出身であるため）。「うずりゃんたま」の時に出現する楕円形の物体が口から大量に吐き出される。ほう作自身が何度も繰り返し、また彼のアホに困った周囲の人間が使うこともある。
若松マネージャー
当時新日本プロレスで悪徳マネージャーとして活躍していた将軍KYワカマツのコスプレをして拡声器で相手を罵る。本家よりも罵声の内容が格段にひどく、相手（阿比留など）の怒りを買う事も。
いろはにブロディ
当時全日本プロレスや新日本プロレスで活動したブルーザー・ブロディになりきり暴れまわる。阿比留らに追い詰められた時「ハウッ! ハウッ!!」と言いながら髪の毛や口髭などを生やしていき、終いにはブロディそのものの姿でチェーンなどを振り回す。
猛虎! 超破山 爆裂●●
相撲の突っ張りのように早業で張り手を繰り出し、相手をなぎ倒す。「●●」は「暴風拳」や「奥様突き」などその時のシチュエーションにより異なる。中盤以降はほとんど使われていない。
どぼちて
単行本3巻頃から登場。両鼻の穴から出た鼻汁を両手で受け止め「どぼちて～?」と問う。普通に「どうして?」という疑問を呈する場合にも使われるが、アホな言動を怒られた時にそれを誤魔化すために使われる事も多い。
全天周立体ちんぽ
単行本4巻で登場。相手に3D眼鏡（左右に赤色と青色のフィルムを張り付けたもの）をかけさせ、360°から陰茎が目の前に迫ってくるように見せる。これを食らった経堂は壊れてアホと化してしまった（橘に「豪徳寺くんってインテリのふりしてほんとはアホだったのね」と言われてしまったほど）。
小林によると、連載当時開催されていたつくば万博にスタッフらと出かけた際、富士通パビリオンにあったコスモドームで見た全天周立体映像に衝撃を受けたとの事。
どんどどどぼちて
連載中盤（単行本5巻）から新登場した「どぼちて」の強化版。過剰なアホを怒られたり追いつめられた状況になったりしたほう作が、「どぼちて～?」と問うと、次の見開きページで分裂した大人数のほう作が神輿をかついで「どんどど、どんどど、どんどど、どぼちて…」と踊り狂う。顔にインディアンのようなペインティングを施し、腰蓑をつけているのがお約束の格好。
読者から大反響があり、以後連載中盤では『8時だョ!全員集合』や『オレたちひょうきん族』の番組中コント同様、恒例の一発ギャグとして毎回クライマックスで必ず入るようになった（単行本6巻の前半あたりまで）。この技の餌食になっているのは大半が経堂であるが、最後に喰らったのはほう作の父の傑作であり、この時は栗之介と経堂もどんどどどぼちてに加わっている。
ルーツは故郷・馬尻村の一揆にあるらしい事が、作中で言及されている。『おぼっちゃまくん』でも中盤から茶魔語の1つとして借用された。
さこさこの大移動
単行本5巻から登場。中腰・蟹股となり、両手は揃えたまま腕は地面に平行になるよう上下させながら、両足のつま先だけで横一方に移動する。この際に「さこさこさこ」という擬音が発生する。単行本5巻では経堂とともに地下鉄の駅でホームに進入する車両のスピードに合わせて移動している事から、かなりの高速で移動できる模様。ただし終盤は一度だけしか使用されなかった。
経堂はほう作に対し「ほう作のアホに対抗するため」として逆方向に移動する「掟破りの逆さこさこ」を披露した。
しり男
単行本5巻で登場。臀部が全身を覆い隠すほど巨大化して壁のように相手の視界を遮る。相手に顔を見られたくない時などに効果を発揮し、さこさこの大移動と組み合わせて逃走に使用した事がある。
はにゅ～
ほう作が特に壊れた時に左右の犬歯が長く、大きく地面まで伸びる。一度この「はにゅ～」で伸びた犬歯を竹馬のようにして学校の廊下を闊歩した事も。

## その他
- 本作終了と入れ替わりに『おぼっちゃまくん』が始まったが、両作品には幾つかの関係が見られる。
  - 『おぼっちゃまくん』でほう作の故郷に行く話があり、ほう作が顔を出している。ただし顔見せ程度で、キャラ同士のからみはない。
  - 『おぼっちゃまくん』がヒットした際、小林によって読切や別の連載が『月刊コロコロコミック』に多数掲載されたが、『ほう作』も何話か掲載された。これは新作でなく再録で、巻末には「チャンピオン初発表作品」と書かれていた。
  - 『ほう作』終了後、『おぼっちゃまくん』と並行して『チャンピオン』でも小林の漫画が何本か連載されたが、『ほう作』ほど長い連載にはなっていない。この内『ろまんちっく牛之介』には、『おぼっちゃまくん』のメインキャラクターである柿野が、高校生となって登場する。
- 小林は当時『北斗の拳』・『AKIRA』・『ガラスの仮面』などにはまっており、表紙のファンレターコーナーや劇中に他社の作品でありながらこれらをよく登場させていた。
- 単行本5巻の最終話は『ゴルゴ13』風に描かれている（劇画調の絵柄・一話を場面ごとに区切る手法・柿衛門にお使いを頼まれたほう作が報酬（お駄賃）を要求する・ほう作が他人に背後に立たれるのを激しく嫌がる…などの描写がある）。
- 作中では小林本人の趣味であるプロレスをネタにしたギャグ（上述の若松マネージャー、掟破りの逆さこさこなど）が多く見られるが、それ以外にも当時の世相や流行などをパロディにしたネタも多く見られる。

## 単行本
- 秋田書店 少年チャンピオン・コミックス 全9巻

連載全体で刊行されたのは上記のみで、『ゴーマニズム宣言』のヒットをきっかけに小林作品の再版が多数行われたにも関わらず、本作は再版されていない。連載期間2年と単行本9巻は、当時の小林作品では『東大』の3年・13巻に次ぐ二番目の記録である。ただし前述通り『おぼっちゃまくん』次いで『ゴー宣』というメガヒットが生まれたため、小林の作品史全体としては現在、特に知名度が高くはない。